# بيت الوجيم (الشعر)

تعديل مصدري - تعديل

بيت الوجيم محلة تابعة لقرية ذى مناحب، التابعة لعزلة القابل الاعلى بمديرية الشعر إحدى مديريات محافظة إب في الجمهورية اليمنية، بلغ تعداد سكانها 25 حسب تعداد اليمن لعام 2004.